# Roberto Tola
Roberto Tola (Sassari, 5 agosto 1966) è un chitarrista e compositore italiano di musica jazz.

## Biografia
Roberto Tola ha iniziato a studiare musica all'età di sei anni. Nel 1976 studia violoncello al Conservatorio di musica di Sassari. Quattro anni più tardi, da autodidatta, continua i suoi studi di chitarra moderna e jazz e nel 1983 fonda il sestetto Jazzmania, attivo dal 1983 al 1988.
Dal 1989 entra a far parte della Blue Note Orchestra, poi Orchestra Jazz della Sardegna, fino al 2010.
Nel 2005 conduce l'orchestra della competizione canora Canzonissima 2000, per le selezioni di nuovi cantanti italiani emergenti per il Festival di Castrocaro.
Roberto Tola ha operato anche nella didattica musicale, in molte scuole italiane, insegnando chitarra moderna e jazz per oltre 20 anni, dal 1989 al 2012.
Nel 2014 collabora per l'album On The Corner del gruppo jazz-funk inglese Shakatak, edito dalla etichetta JVC Japan e Secret Records nel resto del mondo.
Nel 2016 insieme ad importanti e noti musicisti inglesi, come Mornington Lockett, Derek Nash, George Anderson, appare nell'album Endless Summer e il singolo "M is for Manhattan" della cantante inglese Jill Saward.
In maggio 2017 Tola realizza il suo primo album da solista intitolato Bein' Green. registrato in Sardegna, Spagna, Inghilterra e Stati Uniti. L'album ospita alcuni musicisti di fama internazionale, ovvero: Bob Mintzer, Najee, Bill McGee, Jill Saward, Bill Sharpe and Tim Collins.
Nel settembre 2017 l'album "Bein' Green" è stato premiato con la medaglia d'argento al Global Music Awards di La Iolla (Los Angeles), nelle categorie Musica Jazz e Miglior Album. 

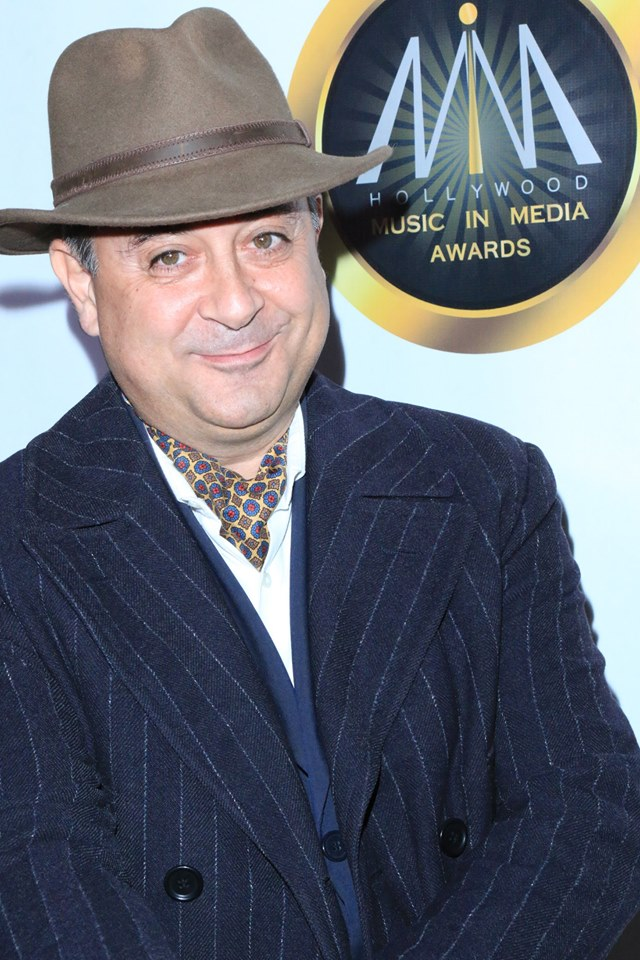
Roberto Tola all' Hollywood Music in Media Awards - 16 novembre 2017 - Teatro "The Avalon", Hollywood

Nel November 2017 Tola è nominato all 8ª edizione dell'Hollywood Music in Media Awards tenutosi nel teatro The Avalon di Hollywood, nella categoria Jazz, per il singolo "Sunny Morning" dall'album Bein' Green.
Ancora, in novembre 2017, Roberto Tola è il miglior artista Jazz del 2017 e il suo brano "Sunny Morning" è giudicato il miglior brano Jazz dell'anno per il contest Radio Music Awards, una competizione fra stazioni radio statunitensi, creata e gestita dalla fondazione "Indie Music Channel".
Nel marzo 2018 Tola è stato inoltre premiato con il "Vox Populi Award" durante il 16° Independent Music Awards al Lincoln Center in New York, col brano "Funky Party" nella categoria Brano Jazz Strumentale. Il brano ospita stelle del panorama musicale internazionale, come il famoso sassofonista Bob Mintzer ed il pianista Bill Sharpe.
Nell'aprile 2018 l'associazione Indie Music Channel Awards onora Roberto Tola con ben sette premi su otto nomination, corrispondenti alle seguenti categorie: Miglior brano jazz con il brano "Flying Away", Migliore registrazione jazz con il singolo "Tears for Niro",  Miglior strumentista jazz per il brano "Funky Party", Miglior produttore jazz con "Cabriolet", ed anche Miglior registrazione dell'anno con il brano "Tears For Niro" e Miglior artista dell'anno.
Il 15 luglio 2018 gli viene assegnata la Menzione d'onore dall'Atlas Elite Entertainment Music Awards, in partnership con la Sony Music, per il brano Sunny Morning, scelta espressamente dalla giuria del concorso fra tutti i partecipanti di tutte le categorie del premio.
Alcuni brani dell'album "Bein' Green", tra cui "Yellow Room" (con il vibrafonista newyorkese Tim Collins) e "With You All The Clouds Go Away" (con il sassofonista californiano Najee) sono apparsi su "Local on the 8s" (o Local Forecast), un programma segmento che va in onda sulla rete televisiva americana via cavo e via satellite The Weather Channel negli Stati Uniti d'America.
Il 9 agosto 2018, in seguito ai riconoscimenti e successi internazionali conseguiti dall'artista in tutto il mondo, riceve gli onori della propria città nativa Sassari, per mano del sindaco Nicola Sanna, con un premio per i meriti artistici ed il ruolo di Ambasciatore di Sassari e della Sardegna all'estero che l'artista compie con la sua attività musicale.

Nel settembre 2018 l'Hollywood Music in Media Awards, il prestigioso contest musicale che si tiene annualmente presso il famoso teatro The Avalon in Hollywood, ha nominato per la seconda volta Roberto Tola (la precedente fu nell'edizione 2017), nella categoria Jazz, con il brano Funky Party, scelto fra centinaia di candidati da ogni parte del globo.

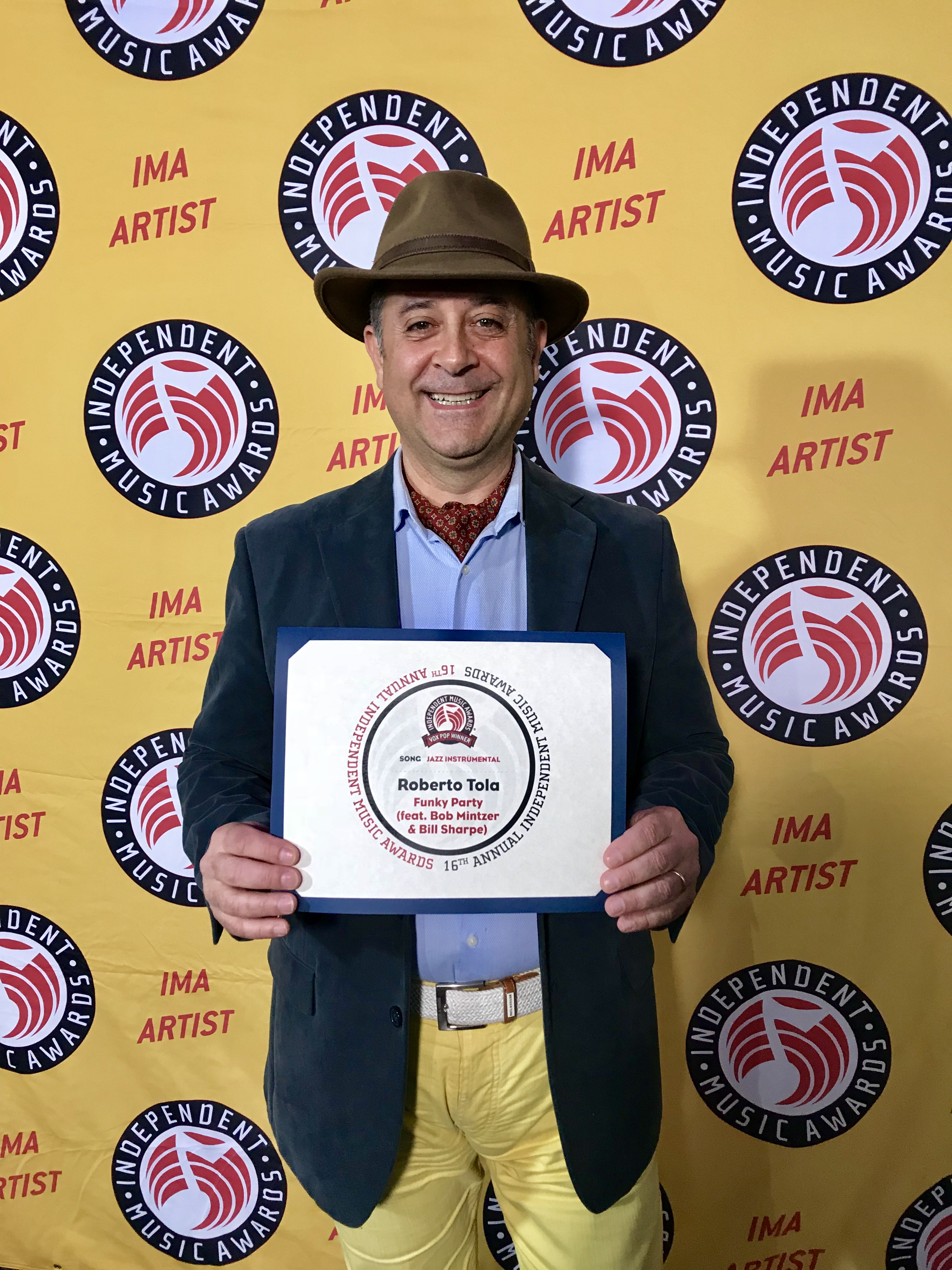
Roberto Tola - al 16° Independent Music Awards in New York City, Lincoln Center 31 marzo 2018

In ottobre 2018, il brano Lullaby of Christmas, pubblicato nel dicembre 2017, è stato ammesso dalla Recording Academy, alla corsa per i GRAMMY AWARDS 2018, che si tiene ogni anno allo Staples Center di Hollywood. Nomination che si ripeterà poi anche per la competizione ai GRAMMYs anche nel 2019 con il brano Slow Motion, pubblicato nel novembre 2018.
Nel 2017 il network musicale The Moth FM, un gruppo di radio FM e WEB globale in Inghilterra, ha premiato Roberto Tola come miglior artista dell'anno (risultato conseguito tramite votazione diretta del pubblico e radio ascoltatori delle proprie emittenti in tutto il mondo).
A gennaio 2019 quattro brani dell'album BEIN' GREEN, ovvero Flying Away, Funky Party, Tears For Niro e With You All The Clouds Go Away, sono in finale nella categoria Jazz dell'UK Songwriting Contest, il prestigioso contest musicale che si tiene ogni anno in Inghilterra, e che vede fra i maggiori promotori la famosa BRIT School e la BBC, e in giuria i migliori e più quotati esperti musicali, produttori, giornalisti e artisti dello spettacolo.
Ancora nel 2019, e per la seconda volta nella sua carriera artistica, Roberto Tola vince il Vox Pop Award alla 17ª edizione del prestigioso contest musicale Independent Music Awards di New York, nella categoria "Instrumental" con il brano Lullaby Of Christmas (con ospite il trombettista statunitense Bill McGee).
Nel 2019, Roberto Tola vince nella categoria Jazz alla 2ª edizione dell'Atlas Elite Entertainment Music Awards, col il singolo Slow Motion (con ospite il cantante californiano Darryl F. Walker).
Il 2020 segna l'anno del secondo album dell'artista intitolato "Colors", che vede ancora la partecipazione di musicisti di caratura internazionale come Michael Lington, Paula Atherton, Rocco Ventrella, Bill McGee, Darryl Walker, Mando Cordova. L'album include Slow Motion e Lullaby Of Christmas.
Nel 2021, proprio durante la pandemia dovuta al COVID, Roberto Tola produce il suo terzo album intitolato "Kon Tiki", con special guests di rilievo come il leggendario Billy Cobham, il sassofonista Eric Marienthal, il pianista Scott Wilkie e il talentuoso jazzista italiano Andrea Tofanelli.
In giugno 2023, viene alla luce il nuovo e quarto album di Roberto Tola, dal titolo "Under The Leo Sign", un blend di generi musicali che spazia dal jazz, funk, contemporary jazz fino al latin jazz e rock leggero, in un mix che oggigiorno prende il nome di Crossover Jazz, di cui Roberto Tola è probabilmente uno dei maggiori rappresentanti. L'album è stato premiato con la medaglia d'argento al Global Music Awards in settembre 2023 e ha ottenuto una nomination al WEA Awards (World Entertainment Awards) che si tiene in Hollywood, Los Angeles, il mese di febbraio di ogni anno.

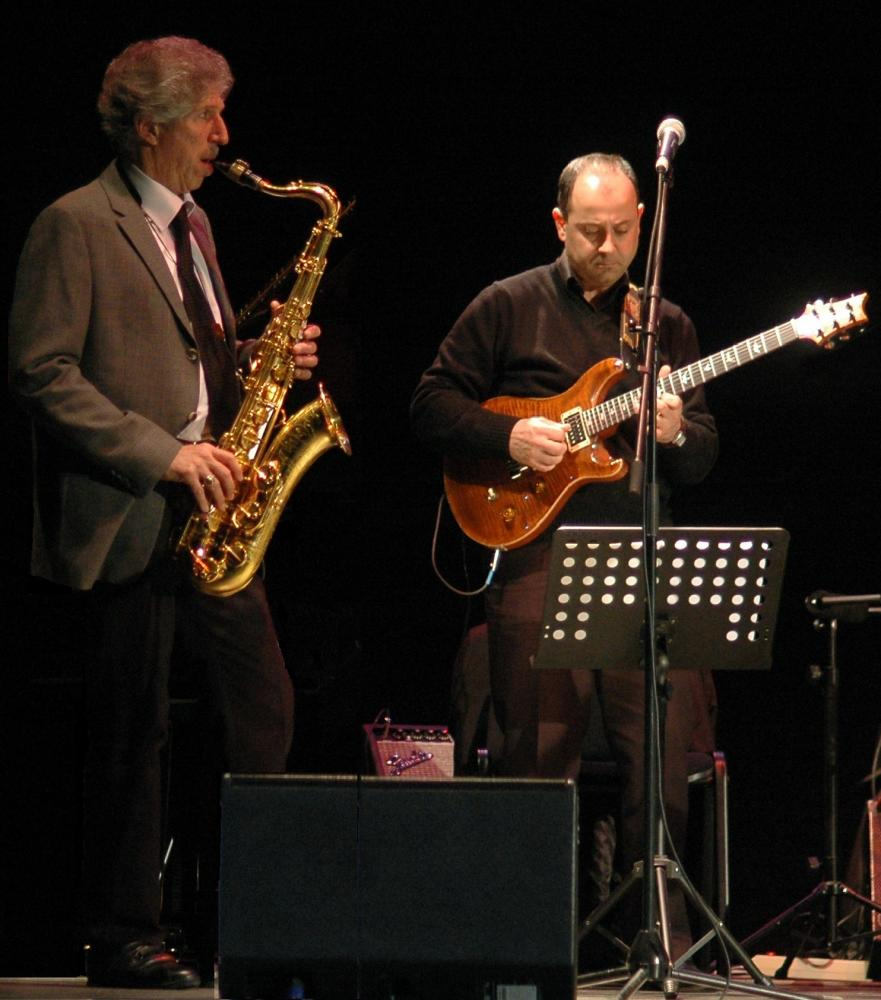
Roberto Tola con Bob Mintzer - Italia Tour 2008

Nella propria decennale carriera musicale, Roberto Tola ha partecipato a centinaia di concerti e decine di Festival in Italia, Europa fino all'estremo Oriente in Cina, fra i quali si menzionano soprattutto: Smooth Hot Jazz (Madrid - Spagna) 2019, Festival "Jazz del Mediterranei" (Valencia - Spagna) e Spain Tour 2004, diverse partecipazioni al Festival Internazionale Time in Jazz (Berchidda - Italia), molteplici partecipazioni alla Rassegna "Scrivere in Jazz" (Sassari - Italia), Jazz Op (Udine - Italia), Bergamo Jazz Festival (Italia), Vivere Jazz Festival (Fiesole - Italia), partecipazione a diverse edizioni dei Seminari Jazz Nuoro (Nuoro - Italia), China Tour 2001 (Cina), Sant'Anna Arresi Jazz Festival 1996 (Italia), Fiera della Musica (Ferrara - Italia), Festival Estiamo in Piazza (Ozieri - Italia), e molti altri.
Nel maggio 2025 Roberto Tola pubblica il suo quinto album "Jazz Junction". Registrato fra l'Italia, gli Stati Uniti, l'Argentina e Polonia per l'etichetta indipendente EBM, questo progetto musicale nasce dall'idea di unire e far dialogare il jazz, spina dorsale di tutta la musica moderna da 2 secoli, con altri generi affini come il latin jazz, la bossa nova, il soul, il funk e non solo, dando vita a un percorso musicale "crossover jazz" ricco di contaminazioni, emozioni e colori sonori. Ospiti speciali dell'album sono il talentuoso trombettista jazz italiano Giovanni Amato, il cantante e musicista californiano Darryl Walker e la  cantante Zorina Andall, presenti anche in altre produzioni di Roberto Tola.
Tre brani dell'album Jazz Junction hanno ricevuto altrettante nomination al prestigioso HOLLYWOOD INDEPENDENT MUSIC AWARDS®, che si è tenuto il 30 luglio 2025 presso l'iconico Avalon Hollywood Theatre, ovvero Lightness (featuring Darryl Walker alla voce), per la categoria Jazz, From Rio To São Paulo per la categoria Latin Traditional e Christmas For Sale (featuring Zorina Andall) per la categoria HOLIDAY. Dei tre brani suddetti LIGHTNESS ha vinto il primo premio come miglior brano JAZZ, unico italiano selezionato fra tutte le categorie del prestigioso concorso.
Ancora l'abum Jazz Junction e alcune tracce del progetto sono a loro volta candidate al prossimo Latin Grammys Awards® che si terranno il 13 novembre al MGM Grand Garden Arena di Las Vegas, oltre ai GRAMMY AWARDS® il cui gala si terrà invece a Los Angeles il 1 Febbraio 2026.
Roberto Tola ha collaborato con molti musicisti di fama internazionale, come: Colin Towns, Carla Bley, Giorgio Gaslini, Giancarlo Gazzani, Bruno Tommaso e Roberto Pregadio; Jill Saward, Norma Winstone, David Linx, Gegè Telesforo. Inoltre, Michael Lington, Paul Taylor, Paula Atherton, Najee, Bill Sharpe, Rocco Ventrella, Tom Harrell, Steve Swallow, Bob Mintzer (membro degli Yellowjackets), Andy Sheppard, Javier Girotto, Maurizio Gianmarco, Andrea Tofanelli, Flavio Boltro, Giovanni Amato, Paolo Fresu, Enrico Rava, Antonello Salis, Richard Galliano.

## Discografia

### Come leader
Album:
- 2025: Jazz Junction (Album-EBM) / special guest: Giovanni Amato (Flicorno) - Darryl Walker (Voce) - Zorina Andall (Voce, Coro)
- 2023: Under The Leo Sign - (Album - EBM) / special guests: Eric Marienthal (Sax Tenore) - Bill McGee (Flicorno)
- 2021: Kon Tiki - (album - EBM) / special guests: Billy Cobham (Batteria) - Eric Marienthal (Sax Alto) - Andrea Tofanelli (Tromba, Flicorno)
- 2020: Colors - (album - RT Music) / special guests: Michael Lington (Sax Alto) - Paula Atherton (Sax Alto) - Bill McGee (Tromba, Flicorno)
- 2017: Bein' Green - (album - RT Music) / special guests: Bob Mintzer (Sax Tenore) - Najee (Sax Soprano) - Bill Sharpe (Piano e Tastiere) - Jill Saward (Voce Solista)  - Bill McGee (Flicorno, Tromba e Trombone)

Singoli:
- 2025: From Rio To Sao Paulo (EBM)
- 2025: Lightness (EBM) - special guest Darryl Walker
- 2025: Christmas For Sale ( EBM)
- 2024: Pigiamino (Singolo - EBM)
- 2024: The Journey Ahead (EBM)
- 2024: Bossa Amor (Wave of Love) (EBM)
- 2023: Natashenka (EBM)
- 2023: Driving To Madrid (EBM)
- 2022: Says (EBM)
- 2022: Sunny Morning (Summer Party) / special guest: Zorina Andall (EBM)
- 2022: Sun Kiss (EBM)
- 2021: A Christmas Ago (EBM) / special guest: Zorina Andall (singolo - EBM)
- 2021: Tiana - special guest Eric Marienthal (EBM)
- 2018: Slow Motion (RT Music) - special guest Darryl Walker
- 2018: Sunny Morning - con Bill Sharpe, Jill Saward (Radio Edit - RT Music)
- 2017: Lullaby of Christmas - (RT Music) / special guest: Bill McGee

### Come sideman
- 2014: Shakatak - "On the Corner" (JVC)
- 2016: Jill Saward - "M Is For Manhattan" (Secret Records)
- 2016: Jill Saward - "Endless Summer" (Secret Records)
- 2020: Rocco Ventrella - "Feeling the Breeze" (Delilah Records)
- 2023: Bill McGee - "Tree Of Life" (804Jazz Record)

### Con Orchestra Jazz della Sardegna
- Scrivere in Jazz (Flex Records, 1996)
- Sacred Concert Jazz Te Deum (Soul Note, 2002)
- Blau (Wide Sound, 2004)
- Il Brutto Anatroccolo (Il Manifesto, CD 2005)
- Il Brutto Anatroccolo - Live at "Time in Jazz" Festival (Time in Jazz, 2008)

## Video
- 2006: I Am the Walrus - con Colin Towns e OJS
- 2017: Sunny Morning - con Jill Saward (voce e cori) e Bill Sharpe (Piano e tastiere)

## Premi, riconoscimenti e nomination
|    | Anno | Premio                                              | Categoria                             | Opera                           | Risultato        | Note                          |
| -- | ---- | --------------------------------------------------- | ------------------------------------- | ------------------------------- | ---------------- | ----------------------------- |
| 1  | 2017 | Global Music Awards                                 | Jazz Music Album                      | Bein' Green                     | Medaglia Argento |                               |
| 2  | 2017 | Global Music Awards                                 | Album                                 | Bein' Green                     | Medaglia Argento |                               |
| 3  | 2017 | 8th Hollywood Music in Media Awards                 | Jazz                                  | Sunny Morning                   | Nomination       |                               |
| 4  | 2017 | Radio Music Awards                                  | Jazz                                  | Sunny Morning                   | Vincitore        |                               |
| 5  | 2017 | Radio Music Awards                                  | Jazz                                  | Flying Away                     | Vincitore        |                               |
| 6  | 2018 | 16th The Independent Music Awards                   | Jazz                                  | Funky Party                     | Vincitore        | Vox Pop Award                 |
| 7  | 2018 | Indie Music Channel Awards                          | Jazz Song                             | Flying Away                     | Vincitore        |                               |
| 8  | 2018 | Indie Music Channel Awards                          | Jazz Recording                        | Tears For Niro                  | Vincitore        |                               |
| 9  | 2018 | Indie Music Channel Awards                          | Jazz Instrumentalist                  | Funky Party                     | Vincitore        |                               |
| 10 | 2018 | Indie Music Channel Awards                          | Jazz Producer                         | Cabriolet                       | Vincitore        |                               |
| 11 | 2018 | Indie Music Channel Awards                          | Jazz Video                            | Sunny Morning                   | Vincitore        | Natalia Vlaskina co-vincitore |
| 12 | 2018 | Indie Music Channel Awards                          | Best New Male Artist of the Year      |                                 | Vincitore        |                               |
| 13 | 2018 | Indie Music Channel Awards                          | Recording of the Year                 | Tears For Niro                  | Vincitore        |                               |
| 14 | 2018 | Atlas Elite Entertainment Music Awards              | Menzione d'Onore dell'Anno            | Sunny Morning                   | Vincitore        |                               |
| 15 | 2018 | Comune di Sassari                                   | Menzione d'Onore per Meriti Artistici | Attività Artistica              | Menzione d'Onore |                               |
| 16 | 2018 | 9th Hollywood Music in Media Awards                 | Jazz                                  | Funky Party                     | Nomination       |                               |
| 17 | 2018 | Annual TheMothFM Jazz Awards (GMFM -DB Radio Group) | Best Overall Artist 2018              |                                 | Vincitore        |                               |
| 18 | 2018 | UK Songwriting Contest 2018                         | Jazz/Blues                            | Flying Away                     | Finalista        |                               |
| 19 | 2018 | UK Songwriting Contest 2018                         | Jazz/Blues                            | Funky Party                     | Finalista        |                               |
| 20 | 2018 | UK Songwriting Contest 2018                         | Jazz/Blues                            | Tears For Niro                  | Finalista        |                               |
| 21 | 2018 | UK Songwriting Contest 2018                         | Jazz/Blues                            | With You All The Clouds Go Away | Finalista        |                               |
| 22 | 2018 | UK Songwriting Contest 2018                         | Instrumental                          | Flying Away                     | Finalista        |                               |
| 23 | 2018 | UK Songwriting Contest 2018                         | Instrumental                          | Funky Party                     | Finalista        |                               |
| 24 | 2018 | UK Songwriting Contest 2018                         | Instrumental                          | Tears For Niro                  | Finalista        |                               |
| 25 | 2019 | 17th The Independent Music Awards                   | Instrumental                          | Lullaby of Christmas            | Vincitore        | Vox Pop Award                 |
| 26 | 2019 | 2nd Atlas Elite Entertainment Music Awards          | Jazz                                  | Slow Motion                     | Vincitore        |                               |
| 27 | 2019 | 6th One World Music Awards                          | Best Jazz Album                       | Bein' Green                     | 2º Classificato  |                               |
| 28 | 2019 | 10th Annual Hollywood Music in Media Awards         | Jazz                                  | Slow Motion                     | Nomination       |                               |
| 29 | 2020 | 18th The Independent Music Awards                   | Jazz with Vocals                      | Slow Motion                     | Vincitore        | Vox Pop Award                 |
| 30 | 2020 | 19th UKSC Music Contest (United Kingdom)            | Jazz                                  | Preludio                        | Semifinalista    | Finalista TBA in 2021         |
| 31 | 2020 | 19th UKSC Music Contest (United Kingdom)            | International Composition             | Preludio                        | Semifinalista    | Finalista TBA in 2021         |
| 32 | 2020 | 19th UKSC Music Contest (United Kingdom)            | Instrumental                          | Sandro's Song                   | Finalista        | Finalista TBA in 2021         |
| 33 | 2020 | 19th UKSC Music Contest (United Kingdom)            | World Music                           | Coco Loco                       | Finalista        | Finalista TBA in 2021         |
| 34 | 2020 | 19th UKSC Music Contest (United Kingdom)            | Composizione                          | Coco Loco                       | Semifinalista    | Finalista TBA in 2021         |
| 35 | 2020 | 19th UKSC Music Contest (United Kingdom)            | Jazz                                  | Libeccio                        | Semifinalista    | Finalista TBA in 2021         |
| 36 | 2020 | 19th UKSC Music Contest (United Kingdom)            | Composition                           | Libeccio                        | Semifinalista    | Finalista TBA in 2021         |
| 37 | 2020 | 11th Annual Hollywood Music in Media Awards         | Jazz                                  | Libeccio                        | Nomination       | Winner TBA January 2021       |
| 38 | 2023 | Global Music Awards                                 | Crossover Jazz Miglior Album          | Under The Leo Sign              | Medaglia Argento |                               |
| 39 | 2023 | WEA Awards                                          | Miglior Album Strumentale             | Under The Leo Sign              | Nomination       | Winner TBA February 2024      |
| 40 | 2025 | Hollywood Independent MusicAwards                   | Jazz (Smooth/Cool)                    | Lightness                       | Vincitore        | annunciato il 30 luglio 2025  |
| 41 | 2025 | Hollywood Independent Music Awards                  | Latin Traditional                     | From Rio To São Paulo           | Nomination       |                               |
| 42 | 2025 | Hollywood Independent Music Awards                  | Holiday                               | Christmas For Sale              | Nomination       |                               |